# Skeleton na Zimowych Igrzyskach Olimpijskich 2014
Skeleton na Zimowych Igrzyskach Olimpijskich 2014 rozegrany został w dniach 13-15 lutego 2014 na torze Sanki.
Zawodniczki i zawodnicy startowali w ślizgu odpowiednio: kobiet i panów. Uczestnicy walczyli o medale olimpijskie po raz szósty. Po raz pierwszy zawody odbyły się na Zimowych Igrzyskach Olimpijskich 1928. Łącznie rozdane zostały dwa komplety medali.

## Terminarz
| Data      | Konkurencja    | Konkurencja   | Godzina                 |
| --------- | -------------- | ------------- | ----------------------- |
| 13 lutego | Ślizg kobiet   | 1. i 2. zjazd | 11:30 UTC+4 / 8:30 CET  |
| 14 lutego | Ślizg mężczyzn | 1. i 2. zjazd | 16:30 UTC+4 / 13:30 CET |
| 14 lutego | Ślizg kobiet   | 3. i 4. zjazd | 19:40 UTC+4 / 16:40 CET |
| 15 lutego | Ślizg mężczyzn | 3. i 4. zjazd | 18:45 UTC+4 / 15:45 CET |

## Zestawianie medalistów
| Konkurencja    | Złoto                | Wynik   | Srebro            | Wynik   | Brąz            | Wynik   |
| Ślizg mężczyzn | Aleksandr Trietjakow | 3:44,29 | Martins Dukurs    | 3:45,10 | Matthew Antoine | 3:47,26 |
| Ślizg kobiet   | Elizabeth Yarnold    | 3:52,89 | Noelle Pikus-Pace | 3:53,86 | Jelena Nikitina | 3:54,30 |

## Wyniki

### Ślizg mężczyzn
| Miejsce     | Zawodnik             | Reprezentacja     | Czas    | Strata |
| ----------- | -------------------- | ----------------- | ------- | ------ |
| [ 1 ] [ 2 ] | Aleksandr Trietjakow | Rosja             | 3:44,29 | —      |
| srebro      | Martins Dukurs       | Łotwa             | 3:45,10 | +0,81  |
| brąz        | Matthew Antoine      | Stany Zjednoczone | 3:47,26 | +2,97  |
| 4.          | Tomass Dukurs        | Łotwa             | 3:47,58 | +3,29  |
| 5.          | Siergiej Czudinow    | Rosja             | 3:47,59 | +3,30  |
| 6.          | Nikita Triegubow     | Rosja             | 3:47,62 | +3,33  |
| 7.          | John Fairbairn       | Kanada            | 3:48,13 | +3,84  |
| 8.          | Kristan Bromley      | Wielka Brytania   | 3:48,17 | +3,88  |
| 9.          | Alexander Kröckel    | Niemcy            | 3:48,29 | +4,00  |
| 10.         | Dominic Parsons      | Wielka Brytania   | 3:48,36 | +4,07  |

### Ślizg kobiet
| Miejsce     | Zawodniczka       | Reprezentacja     | Czas    | Strata |
| ----------- | ----------------- | ----------------- | ------- | ------ |
| złoto       | Elizabeth Yarnold | Wielka Brytania   | 3:52,89 | –      |
| srebro      | Noelle Pikus-Pace | Stany Zjednoczone | 3:53,86 | +0,97  |
| [ 4 ] [ 2 ] | Jelena Nikitina   | Rosja             | 3:54,30 | +1,41  |
| 4.          | Katie Uhlaender   | Stany Zjednoczone | 3:54,34 | +1,45  |
| 5.          | Olga Potylicyna   | Rosja             | 3:54,40 | +1,51  |
| 6.          | Marija Orłowa     | Rosja             | 3:54,72 | +1,83  |
| 7.          | Sarah Reid        | Kanada            | 3:54,73 | +1,84  |
| 8.          | Anja Huber        | Niemcy            | 3:55,24 | +2,35  |
| 9.          | Janine Flock      | Austria           | 3:56,03 | +3,14  |
| 10.         | Sophia Griebel    | Niemcy            | 3:56,12 | +3,23  |